# Palazzo Caracciolo di Santobuono

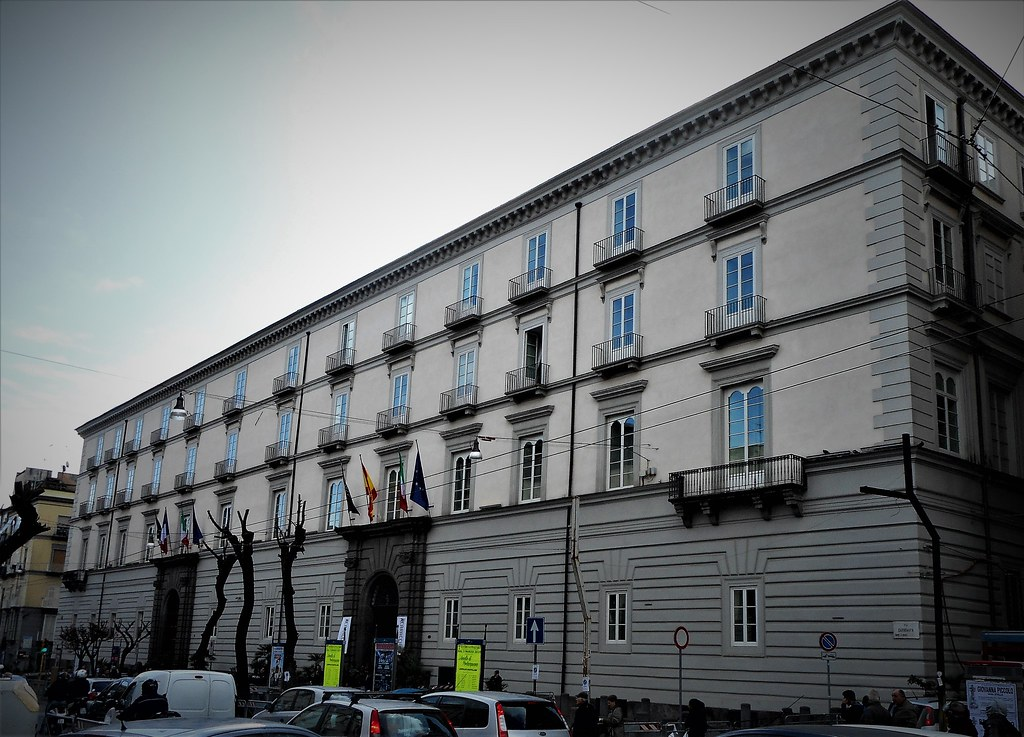
Palazzo Caracciolo di Santobuono in Neapel: Fassade

Der Palazzo Caracciolo di Santobuono ist ein Palast aus dem 16. Jahrhundert im Viertel San Lorenzo von Neapel in der italienischen Region Kampanien. Er liegt in der Via Carbonara, 112. An dieser Stelle stand früher eine Stadtburg, die König Robert von Anjou in den ersten Jahrzehnten des 14. Jahrhunderts Landolfo Caracciolo geschenkt hatte.

## Geschichte
Das Gebäude ließen die Herzöge Caracciolo di Santobuono 1584 errichten.
Der Palast, der an einer strategisch günstigen Stelle lag, diente der Verteidigung der Stadt: Tatsächlich lag er neben dem Tor, das auf die bischöfliche Insel führte. In den Zeiten der Republik Neapel wählte ihn der Herzog von Guise als Residenz und Hauptquartier.
1692 wurde der Palazzo Caracciolo di Santobuono restauriert und um eine bemerkenswerte Gemäldegalerie bereichert.
Anfang des 18. Jahrhunderts weilte dort der Herzog von Elboeuf, der Initiator der archäologischen Grabungen in den Städten Herculaneum und Pompei, wogegen 1799 der General Jean-Étienne Championnet logierte. 1815 wurde die Immobilie vollständig aufgegeben. Kurze Zeit waren dort die Büros der Questura untergebracht.

## Beschreibung
Der Palast hat zwei sehr hohe Portale, durch die man in den Innenhof gelangt, der mit Vorhallen mit Pilastern aus Piperno versehen ist (der Kreuzgang aus dem 16. Jahrhundert), sowie in einen zweiten Innenhof, der heute ein Garten im Freien ist. Das Gebäude hat vier Stockwerke und im ersten Obergeschoss fand man einige Spuren einer mit Fresken versehenen Decke.